# María José Masip Sanchis
María José Masip Sanchis (Xàtiva, 3 d'abril de 1967) és una metgessa i política valenciana, diputada a les Corts Valencianes en la VIII legislatura.
És doctora en Medicina i Cirurgia especialista en radiodiagnòstic, i va obtenir el premi extraordinari de llicenciatura. Exerceix la seva professió en la Unitat de Prevenció de càncer de mama de l'Hospital Universitari i Politècnic La Fe.
Militant del Partido Popular, fou escollida regidora de l'ajuntament de Xàtiva a les eleccions municipals espanyoles de 2003 i 2007. En desembre va substituir en el seu escó María Belén Juste Picón, escollida diputada a les eleccions a les Corts Valencianes de 2011. En novembre de 2013 va renunciar a l'escó per motius personals i fou substituïda per Vicente Soria Mora.